# Beurey-sur-Saulx
Beurey-sur-Saulx település Franciaországban, Meuse megyében. Lakosainak száma 418 fő (2022. január 1.). Beurey-sur-Saulx Cheminon, Trois-Fontaines-l’Abbaye, Couvonges, Fains-Véel, Mognéville, Val-d’Ornain, Robert-Espagne és Trémont-sur-Saulx községekkel határos.

## Népesség
A település népességének változása:
| Lakosok száma | 502  | 505  | 525  | 454  | 425  | 408  | 417  | 421  | 422  | 418  |
|               | 1968 | 1982 | 1990 | 2006 | 2013 | 2015 | 2017 | 2019 | 2020 | 2022 |